# دین کامن
دین اِل. کامن (به انگلیسی: Dean L. Kamen) (زادهٔ ۵ اوت ۱۹۵۱(میلادی)) کارآفرین و مخترع اهل ایالات متحده آمریکا است. از مهم‌ترین اختراع‌های وی «سگ‌وی پی‌تی»، «iBot» و «Slingshot» است.
همچنین او سازنده دستگاهی برای تصفیه آب است که با فناوری تقطیر هر آبی را به آب قابل شرب تبدیل می‌کند و می‌تواند با مصرف بسیار کم انرژی تصفیه آب را انجام دهد.

## اختراعات
دین کامن بیشتر به خاطر اختراع سگ‌وی پی‌تی شناخته می‌شود. سگ‌وی پی‌تی یک دوچرخهٔ الکتریکی خود تراز است.

## فرست
در سال ۱۹۸۹ فرست (FIRST) (مخفف برای الهام و بازشناسایی علم و تکنولوژی) را به وجود آورد. یک برنامه برای علاقه‌مند کردن دانش‌آموزان به علم، تکنولوژی و مهندسی.
پخش مستندی با نام ادیسون قرن به زبان فارسی از وی در شبکه من و تو باعث معروفیت وی در ایران شد.